# Bill Monroe (journaliste)
William Blanc Monroe Jr., dit Bill Monroe, né le 17 juillet 1920 et mort le 17 février 2011, est un journaliste américain. Il a été producteur de l'émission politique américaine Meet the Press ainsi que son quatrième présentateur de 1975 à 1984, succédant à Lawrence E. Spivak.